# Беларус-921
Беларус-921 — садоводческий колёсный трактор, тягового класса 1,4 с колесной формулой 4×4 предназначен для выполнения комплекса работ по возделыванию садов и виноградников: работы с фрезой и опрыскивателями. Может использоваться в сельскохозяйственном производстве для выполнение ряда механизированных работ в животноводстве, например, для раздачи и заготовления кормов, а также в промышленности, строительстве, коммунальном хозяйстве и на транспорте.

## Конструкция

### Двигатель
На тракторах МТЗ-921 устанавливаются четырёхцилиндровые четырёхтактные дизельные двигатели семейства Д-245.5 производства Минского моторного завода с полуразделенной камерой сгорания, выполненной в поршне. Рабочий объём двигателя — 4750 см3. Номинальная мощность 70 кВт (95 л. с.).

### Трансмиссия
- Муфта сцепления — сухая, однодисковая
- Управление муфтой сцепления — гидростатическое
- Коробка передач — механическая, ступенчатая
- Число передач: вперед/назад — 18/4
- Скорость движения, км/ч:

1. вперед — 1,8-35
2. назад — 4,1-11,5

- Задний ВОМ:

1. независимый I, об/мин — 540
2. независимый II, об/мин — 1000
3. синхронный, об/м пути — 3,4

Изменение скорости от замедленных (1,8 км/ч) до максимальных транспортных (35 км/ч) переднего хода обеспечивается 16 ступенями в коробке передач. Соответственно — заднего хода от 4,5 до 7 км/ч — 4 ступенями. Это позволяет подобрать любую агротехническую скорость движения агрегатов в зависимости от вида выполняемых работ. Скорости переключаются легко при помощи синхронизаторов. Управление осуществляется одним рычагом коробки передач.
При снижении сцепления задних колес с почвой или повышением тягового усилия, автоматически подключается передний ведущий мост, что позволяет в качестве сцепной использовать полную массу трактора, а, значит, и обеспечить высокие тяговые мощности. Гидрообъемное рулевое управление обеспечивает легкость и простоту управления трактором при выполнении любых работ. Гидроподъемник обеспечивает силовое, позиционное и смешанное способы автоматического регулирования заднего навесного устройства.
Для повышения тягово-сцепных качеств предусмотрена механическая блокировка дифференциала. Блокировка дифференциала заднего моста: с электрогидравлическим управлением, имеет три режима работы: блокировка выключена; блокировка включена с автоматическим отключением при повороте передних колес на угол более 13º; блокировка включена принудительно. Муфта блокировки — сухая многодисковая. По заказу — многодисковая, работающая в масляной ванне.
Для сельхозмашин с активным приводом установлен задний вал отбора мощности. Он имеет две независимые скорости вращения 540 и 1000 об/мин и две синхронные скорости вращения 2,3 и 4,2 об/пути.

### Гидронавесная система
- Универсальная, раздельно-агрегатная, с гидроподъемником, обеспечивающим силовое, комбинированное и высотное регулирование положения орудия.
- Грузоподъемность на оси шарниров нижних тяг, кН (кгс) — 40(4000)
- Максимальное давление, кгс/см2 — 200
- Производительность насоса, л/мин — 45
- Ёмкость масляного бака, л — 30

На тракторе предусмотрены необходимые тягово-сцепные устройства, предназначенные для агрегатирования со всем комплексом с/х машин и орудий.
Для навесных и полунавесных машин:
1. Заднее навесное устройство (НУ-2) с быстросоединяемыми устройствами, грузоподъемностью 4000 кгс на оси подвеса, которая обеспечивается двумя силовыми гидроцилиндрами.
2. Переднее навесное устройство (НУ-2), грузоподъемностью 1500 кгс на оси подвеса второй категории.

Для прицепных машин — тягово-сцепное устройство (ТСУ-1) — поперечина двойная — с допустимой вертикальной нагрузкой до 400 кгс. Полуприцепные и прицепные машины агрегатируются через тягово-сцепное устройство (ТСУ-1В) — тяговая вилка (вертикальная нагрузка — 1200 кгс).

### Тормоза
Основные — механические дисковые, привод тормозов — гидростатический раздельный. Стояночный тормоз совмещен с основными тормозами с автономным механическим приводом. Привод тормозов прицепов — пневматический, двухпроводный, сблокированный с управлением тормозами трактора.

### Кабина
Одноместная, низкопрофильная, комфортабельная, безопасная (ROPS), с гнутыми фасонными профилями каркаса, соответствует требованиям ОЕСД, с фильтрацией и подогревом подаваемого в кабину воздуха, с открывающимися боковыми окнами, задним стеклом и люком крыши, с противосолнечным козырьком, с электрическими стеклоочистителями и омывателями переднего и заднего стекол.

### Комплектация
Однопроводная пневматическая система в соответствии со стандартнами ISO и CEE/EEC, три пары выводов гидросистемы для дополнительных гидромеханизмов, регулируемое по высоте буксирное устройство, задняя буксирная вилка (ТСУ-3В).

## Модельный ряд
|                                                       | 921                    | 921.2                  | 921.3                                                      | 921.4                                                      |
| ----------------------------------------------------- | ---------------------- | ---------------------- | ---------------------------------------------------------- | ---------------------------------------------------------- |
| Двигатель                                             | Д-245.5                | Д-245.5С               | Д-245.5С2                                                  | Д-245.5С3А                                                 |
| Тип двигателя                                         | дизель с турбонаддувом | дизель с турбонаддувом | дизель с турбонаддувом и промежуточным охлаждением воздуха | дизель с турбонаддувом и промежуточным охлаждением воздуха |
| Мощность, л. с.                                       | 90                     | 95                     | 95                                                         | 95                                                         |
| Номинальная частота вращения коленчатого вала, об/мин | 1800                   | 1800                   | 1800                                                       | 1800                                                       |
| Максимальный крутящий момент, Нм                      | 397                    | 397                    | 451                                                        | 464                                                        |
| Коэффициент запаса крутящего момента                  | 15                     | 15                     | 20                                                         | 25                                                         |